# Rio Ave F.C.
Rio Ave F.C. er en portugisisk fodboldklub fra byen Vila do Conde. Klubben spiller i den bedste portugisiske liga, og har hjemmebane på Estádio do Rio Ave FC. Klubben blev grundlagt i 1939.

## Historiske slutplaceringer
| Sæson   | Niveau | Liga          | Placering | Kilde(r) |
| ------- | ------ | ------------- | --------- | -------- |
| 2010–11 | 1.     | Primeira Liga | 8.        | [ 1 ]    |
| 2011–12 | 1.     | Primeira Liga | 14.       | [ 2 ]    |
| 2012–13 | 1.     | Primeira Liga | 6.        | [ 3 ]    |
| 2013–14 | 1.     | Primeira Liga | 11.       | [ 4 ]    |
| 2014–15 | 1.     | Primeira Liga | 10.       | [ 5 ]    |
| 2015–16 | 1.     | Primeira Liga | 6.        | [ 6 ]    |
| 2016–17 | 1.     | Primeira Liga | 7.        | [ 7 ]    |
| 2017–18 | 1.     | Primeira Liga | 5.        | [ 8 ]    |
| 2018–19 | 1.     | Primeira Liga | 7.        | [ 9 ]    |
| 2019–20 | 1.     | Primeira Liga | 5.        | [ 10 ]   |
| 2020–21 | 1.     | Primeira Liga | 16.       | [ 11 ]   |
| 2022–23 | 1.     | Primeira Liga | 12.       |          |
| 2023–24 | 1.     | Primeira Liga | 11.       | [ 12 ]   |

## Kendte spillere
- Paulinho Santos
- Rui Jorge
- Ederson